# Asia-Pacific Financial Plaza
Asia-Pacific Financial Plaza (chinesisch 宏總亞太財經廣場, Pinyin Hóng zǒng yàtài cáijīng guǎngchǎng) ist ein 42-stöckiger Wolkenkratzer im Lingya, Kaohsiung, Taiwan. Der Asia-Pacific Financial Plaza hat eine strukturelle Höhe von 169,8 Metern.
Asia-Pacific Financial Plaza ist das sechsthöchste in Kaohsiung. Die Höhe des Gebäudes beträgt 169,8 m, die Grundfläche beträgt 72.331,82 m² und es umfasst 42 oberirdische Stockwerke sowie 5 Untergeschosse. Es wurde Anfang 1992 abgeschlossen und wurde das höchste Gebäude in Taiwan. Dieser Titel wurde jedoch nur 3 Monate lang beibehalten, als der Chang-Gu World Trade Center fertiggestellt wurde.